# ستيوارت غوثري
ستيوارت غوثري (بالإنجليزية: Stewart Guthrie)‏ هو ضابط شرطة نيوزيلندي، ولد في 22 نوفمبر 1948 في دنيدن في نيوزيلندا، وتوفي في 13 نوفمبر 1990 في Aramoana ‏ في نيوزيلندا بسبب إصابة بعيار ناري.